# Zavida
Zavida (Servisch: Завида) (* ±1113) kwam uit een zijtak van de Vukanovićfamilie: hij was een jongere zoon van Uroš II, de župan van Raška. Hij was door zijn broers (onder wie Desa van Raška) verstoken van zijn deel van Raška en door hen verbannen in 1136. Op zijn oude dag trok hij zich terug in  Ribnica, de geboorteplaats van zijn familie en zijn zoon Stefan Nemanja, de latere stichter van de Nemanjićdynastie. Andere zonen van hem zijn Tihomir, Stracimir, en Miroslav.